# Scyllinula signatipennis
Scyllinula signatipennis är en insektsart som först beskrevs av Blanchard 1851.  Scyllinula signatipennis ingår i släktet Scyllinula och familjen gräshoppor. Inga underarter finns listade i Catalogue of Life.